# موفق باشی، لئو گرانده
موفق باشی، لئو گرانده (انگلیسی: Good Luck to You, Leo Grande) یک فیلم کمدی-درام بریتانیایی محصول سال ۲۰۲۲ به کارگردانی سوفی هاید و نویسندگی کیتی برند است. اما تامپسون و دریل مک‌کورمک بازیگران این فیلم هستند. تامپسون نقش معلمی بیوه را ایفا می‌کند که یک کارگر جنسی را برای خود استخدام می‌کند.
موفق باشی، لئو گرانده اولین افتتاحیهٔ جهانی خود را در جشنواره فیلم ساندنس ۲۰۲۲ در ۲۲ ژانویهٔ ۲۰۲۲ داشت و در ۱۷ ژوئن ۲۰۲۲، در بریتانیا توسط لاینزگیت و به صورت دیجیتال در ایالات متحده توسط سرچلایت پیکچرز اکران شد. این فیلم نقدهای مثبتی را از طرف منتقدان دریافت کرده‌است.

## داستان
نانسی استوکس یک بیوه بازنشسته است که پس از یک ازدواج خسته‌کننده به دنبال عشق و هیجان است. او یک کارگر جوان خوش‌تیپ به نام لئو گرانده را استخدام می‌کند، به این امید که از یک شب لذت‌بخش و خود اکتشافی لذت ببرد.

## بازیگران
- اما تامپسون در نقش نانسی استوکس
- دریل مک‌کورمک در نقش لئو گرانده
- ایزابلا لاگلند در نقش بکی
- شارلوت ور در نقش پیشخدمت ۱
- کارینا لوپس در نقش پیشخدمت ۲

## تولید

### توسعه و انتخاب بازیگران
در اکتبر ۲۰۲۰، اعلام شد که اما تامپسون در فیلمی به کارگردانی سوفی هاید بر اساس فیلمنامه‌ای از کیتی برند بازی خواهد کرد. دبی گری و آدریان پولیتوفسکی تهیه کنندگی آن را بر عهده دارند. دریل مک‌کورمک در فوریه ۲۰۲۱ به بازیگران پیوست. هاید گفت که از کار با تامپسون لذت می‌برد و هر دوی آن‌ها با هم کار کردند و فیلم حاصل، ساخته مشترک هر دوی آنها بود.

### فیلم‌برداری
تصویربرداری اصلی در ۸ مارس ۲۰۲۱ آغاز شد و در ۲۰ آوریل ۲۰۲۱ به پایان رسید. مکان‌های فیلمبرداری شامل لندن و نوریچ بود. تامپسون ضبط صحنه‌های برهنه را با وجود سنش، «دشوار» توصیف کرده و افزود: «در درخواست‌های وحشتناکی که نه تنها در دنیای واقعی بلکه در دنیای بازیگری از زنان می‌شود هیچ تغییری ایجاد نشده‌است».

## انتشار
این فیلم اولین بار در جشنواره فیلم ساندنس ۲۰۲۲ به نمایش درآمد، که در آخرین لحظه به دلیل افزایش موارد سویه امیکرون در طول دنیاگیری کووید-۱۹ در ایالات متحده آمریکا، در ۲۲ ژانویهٔ ۲۰۲۲ به یک رویداد آنلاین و نه حضوری تبدیل شد.

## بازخورد
راتن تومیتوز بر اساس نظر ۶۱ منتقد، میانگین امتیاز ۸/۱۰ و رتبه ۹۷٪ را به فیلم داده‌است. اجماع انتقادی این وب‌سایت می‌گوید: «داستان‌های بیداری جنسی کم نیستند، اما موفق باشی، لئو گرانده ثابت می‌کند که هنوز هم می‌توانید با یک چرخش تازه — و بسیار خنده‌دار — داستان‌های بیداری جنسی را بگویید.»